# Дурант (Ајова)
Дурант (енгл. Durant) град је у америчкој савезној држави Ајова. По попису становништва из 2010. у њему је живело 1.832 становника.

## Демографија
Према попису становништва из 2010. у граду је живело 1.832 становника, што је 155 (9,2%) становника више него 2000. године.
| Група             | 2000.         | 2010.         |
| Белци             | 1.652 (98,5%) | 1.778 (97,1%) |
| Афроамериканци    | 2 (0,1%)      | 2 (0,1%)      |
| Азијати           | 2 (0,1%)      | 6 (0,3%)      |
| Хиспаноамериканци | 12 (0,7%)     | 31 (1,7%)     |
| Укупно            | 1.677         | 1.832         |